# Государственный синтоизм
Государственный синтоизм (яп. 国家神道 кокка синто:) — религиозно-политическая система, сформировавшаяся в Японии в последней трети XIX века и просуществовавшая вплоть до окончания Второй мировой войны. Кокка синто предполагал выдвижение принципов и традиций синтоизма на государственный уровень. При таком положении синтоизм юридически религией не считался, хотя де факто являлся государственной идеологией Вместо термина «религия» идеологи государственного синтоизма называли свое учение «государственным обрядом». Основной причиной проведения политики государственного синтоизма являлась острая нужда в поднятии политического авторитета императора, который был утрачен за длительное правление сёгунов Токугава. Сам синтоизм во времена существования такой системы имел наименование тайкё (яп. 大教, «великое учение»). Догматика и обрядность государственного синтоизма чаще всего представлялась как древняя и исконно японская, хотя на самом деле идеологи кокка синто позаимствовали множество элементов из иностранных учений и весьма свободных трактовок литературных памятников японской древности Кодзики и Нихон сёки . Поскольку обычный синтоизм не имел в себе никакой развитой догматики, доктрина государственной идеологии наполнялась тем, чем правительство считало нужным.

## Истоки кокка синто

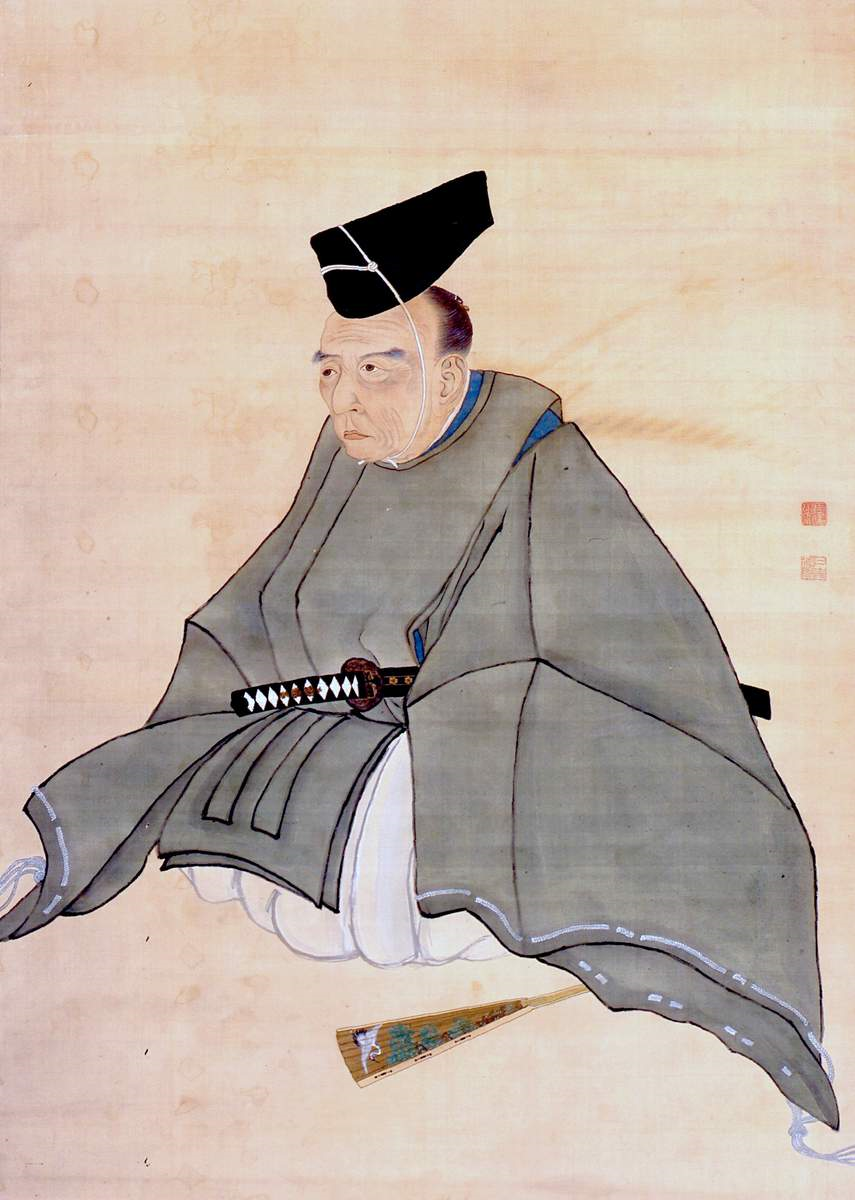
Известный кокугакуся «школы Мито» Айдзава Сэйсисай

Рост интереса к синто наблюдался еще в эпоху Эдо, преимущественно среди противников правившего тогда сёгуната Токугава. Появление такой заинтересованности являлось реакцией на политику режима — буддийские храмы были составной частью государственного полицейского аппарата. Впоследствии возникла школа кокугаку, также известная как «национальная школа», которая задалась целью возрождения древнего синтоизма и в конечном счете стала отстаивать божественное происхождение японцев, императора и самой Японии. Особенно влиятельной в среде кокугаку оказалась «школа Мито», которая совместила неоконфуцианство и идеи возрождения древнего синто. Труды учёных этой школы содержали элементы будущей догматической системы государственного синтоизма. Среди них особенно выделился Айдзава Сэйсисай и его труд синрон (яп. 新論, «Новые предложения»), который сильно повлиял на формирование антииностранного и антисёгунского движения «Сонно Дзёи».
Активно участвующие в свержении сёгуната сторонники перечисленных идей во многом стали определять религиозный и идеологический курс правительства Мэйдзи.

## Кокка синто в эпоху Мэйдзи
Одним из первых выражений просинтоистских идей нового правительства был указ 13 марта 1868 года о возвращении к единству религиозного ритуала и государственного дела сайсэй итти. Власти обосновали свое решение тем, что якобы такой принцип был установлен еще самим Императором Дзимму, первым японским государем. Апелляция к синтоистскому мифу нужна была новому правительству, которое состояло преимущественно из убеждённых монархистов, для того, чтобы восстановить престиж императора, в руки которого номинально перешла власть в стране.

### Дзингикан и возрождение древних государственных учреждений
Указ 13 марта задал курс на восстановление древнего ведомства по делам небесных и земных божеств, которое называлось дзингикан. Департамент был восстановлен в июле 1869 года, когда правительство воссоздавало древние государственные учреждения, установленные кодексом Тайхорё еще в 701 году. Среди всех новых министерств дзингикан занимал главенствующее положение. В ведение департамента передавались все дела связанные с синтоистскими святилищами и отправлением ритуалов. Более того, был создан специальный институт проповедников, которые, впрочем, на самом деле занимались апологетикой действий правительства. В дзингикане заново разработали ритуал вхождения на престол на синтоистской основе. До этого аналогичная церемония фактически представляла собой древнее заимствование из Китая. Более того, в ходе проведения коронации Муцухито важную роль играли высокопоставленные члены ведомства.

### Пантеон императорского синто

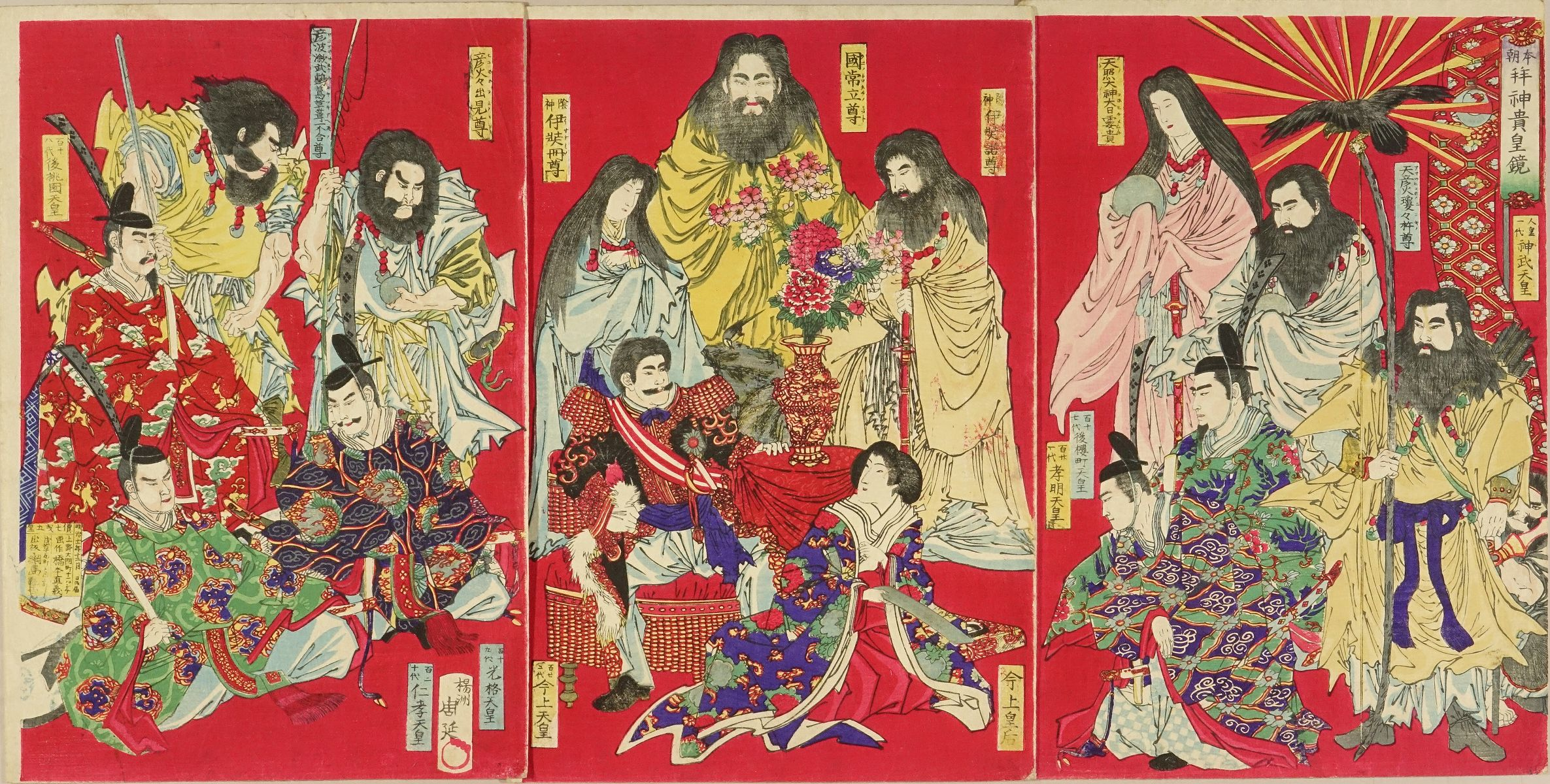
Император Мэйдзи с супругой (в центре) посреди божеств-императоров и некоторых иных ками из Кодзики и Нихон сёки

В июне 1869 года император Муцухито явился в дзингикан для «общения» с божествами. Помимо привычных божеств, на «встречу» прибыли духи всех умерших императоров начиная с Дзимму, а также выделились восемь особых божеств творения: Камимусуби, Такамимусуби и другие. Таким образом, был создан новый пантеон, где особое внимание уделялось умершим императорам и восьми богам творения. В 1870 году дзингикане соорудили специальное святилище для поклонения этим ками.

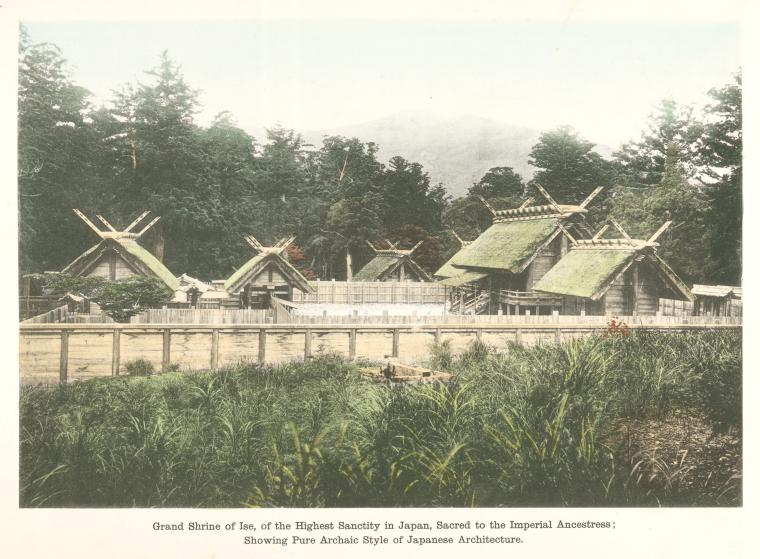
Святилище Исэ

### Святилища
Император Мэйдзи активно посещал святилища рядом с Киото, а затем и в других регионах, чтобы показать связь монарха со всем синтоизмом.

#### Святилище Исэ
Велась пропаганда о том, что Исэ Дзингу это фамильное святилище императорского рода, поскольку оно является обителью его божественной прародительницы Аматэрасу. Муцухито впервые посещает данное капище в 1869 году. В конечном счете оно стало преобразовываться в головное святилище синтоизма. 17 сентября, в день главного праздника святилища Исэ, крестьяне в принудительном порядке приходили поклоняться Исэ Дзингу «издали» в своих местных капищах. Некоторые из таковых превращались в полноценные филиалы нового головного святилища. Власти обязали всех японских поданных приобрести табличку с именем Аматэрасу, которую следовало купить в святилище Исэ. Её ставили на алтарь камидана, который был у большинства семей Японии. Поскольку синто с 1880-х годов стал считаться государственным обрядом, а не религией, то такую табличку, а следовательно, и синтоистский алтарь должны были иметь дома все подданные, вне зависимости от вероисповедания.

#### Градация святилищ
В мае 1871 г. все святилища были объявлены местами проведения государственного ритуала, а также была восстановлена их градация на базе кодекса Тайхо.
3 типа святилищ оказались под непосредственным контролем дзингикана:
1. Головное святилище Исэ дзингу
2. Кампэйся (яп. 官幣社, императорские святилища)
3. Кокухэйся (яп. 国幣社, государственные святилища)

3 типа ниже по градации
1. Префектуральные
2. Уездные
3. Деревенские

Самым распространённым типом были святилища без ранга, также известные как какуся (яп. 各社, букв. «рядовые святилища»). Дзингикан провело ряд иных мер, направленных на централизацию синтоизма. Так, при присвоении рангов ведомство заменяло старых местных божеств, которые никак не были связаны с императорским пантеоном, на новых и угодных государственному синто. Более того, дзингикан самостоятельно назначало жрецов, что было доселе невиданной практикой — жречество в синтоистском святилище ранее передавалось по наследству. После принятия закона об охране мира и общественного порядка в 1900 году все синтоистские священники были лишены избирательных прав. Более того, теперь им было запрещено участвовать в политических организациях, что превратило их в послушный инструмент государственной власти.

#### Реформы начала XX века
В 1907—1914 годах был проведен ряд реформ, направленный на приведение обрядности святилищ в соответствие с обрядностью двора. Реформы были проведены министерством внутренних дел, которое указало, какие праздники и фестивали следует проводить в том или ином капище. В обязательном порядке во всех синтоистских местах отправления культа стали праздновать: день основания империи, день рождения императора и праздник гэнсисай, который праздновался в честь сошествия Ниниги-но Микото на землю. Министерство подготовило подробные инструкции даже для древних фестивалей-мацури, которые веками составляли основную обрядность синтоистских святилищ. Более того, изменениям подверглись и молитвы норито, в тексты которых стали попадать элементы государственной идеологии. Поскольку большая часть внедренной государством обрядности была чужда повседневной жизни обычного японца, большинство её элементов не смогли закрепиться и исчезли за исключением, разве что, синтоистской свадьбы.
Из-за огромного количества различных святилищ, весомая часть которых была связана с культом местных божеств, что сильно затрудняло правительственный контроль и пропаганду, властями было принято решение о слиянии святилищ в пределах деревень или иных административных единиц. В 1906 году общее количество святилищ насчитывало 190 000, когда к 1912 году оно уменьшилось до 110 000. Процесс слияния чаще всего происходил без учета местных культов, из-за чего новые божества были попросту неизвестны или непонятны прихожанам. Нередко образовывались святилища, в которых поклонялись нескольким божествам. Так, в одной из деревень появился искусственный культ инахати-контэн (яп. 稲八金天), в рамках которого почитали сразу четырёх божеств: Инари, Хатимана, Компиру и Тэндзина. В результате политики слияния множество древних святилищ было уничтожено, а их особенная обрядность утеряна навсегда.

#### Новые святилища

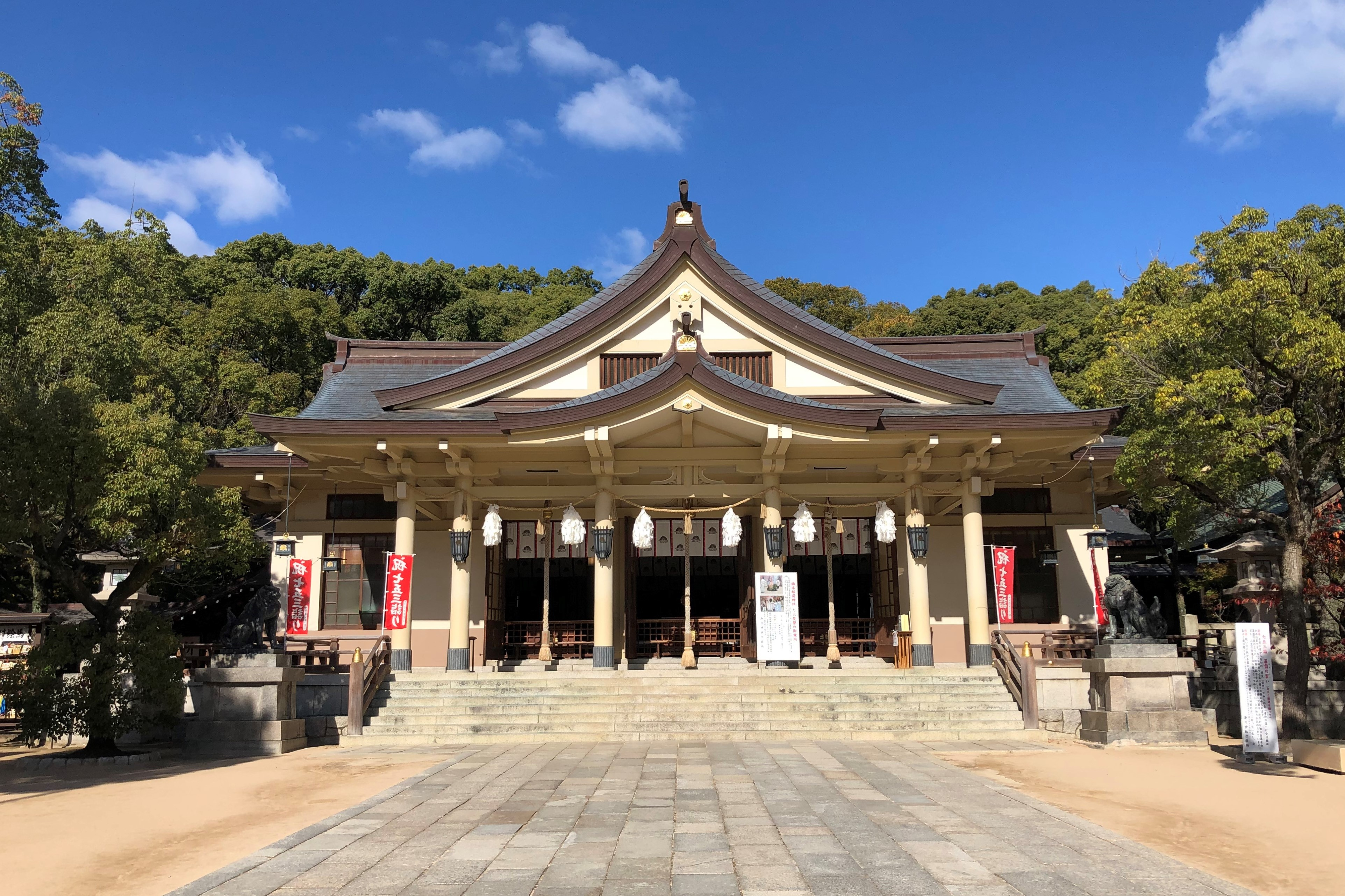
Молельня в Святилище Минатогава, которое было заложено в 1868 году.

Помимо слияния синтоистских капищ, правительство проводило политику создания абсолютно новых . Все новые святилища внешне не сильно отличались от любых других мест отправления синтоистского обряда. Поскольку властями была поставлена цель воспитать верноподданнические отношения к императору, множество капищ сооружалось в честь защитников интересов южного двора периода Намбокутё. Идеологи кокка синто считали, что именно государи южного двора представляли законную линию власти. В 1868 году было начато сооружение святилища Минатогава в честь Кусуноки Масасигэ, погибшего за Императора Го-Дайго. Масасигэ имел особую популярность в довоенной Японии: его считали примером воинской доблести и преданности, в честь него сооружались памятники. Подобных святилищ удостоились и иные защитники южного двора, в частности Нитта Ёсисада, Китабатакэ Тикафуса, Кикути Такэтоки и другие. Помимо капищ в честь героев эпохи двоецарствия, сооружались святилища в честь почивших императоров разных эпох: Дзимму, Го-Дайго, Камму и других. Первым святилищем такого рода оказалось Ёсино Дзингу, а самым крупным — Мэйдзи Дзингу, которое было построено после смерти императора Муцухито. Были святилища и иного предназначения, к примеру в честь Оды Нобунаги и Тоётоми Хидэёси. Они были предназначены для принижения религиозного престижа святилищ тосё-гу, тесно связанных с сёгунатом Токугава. Были специальные святилища в честь учёных школы Мито, военачальников русско-японской войны и прочих деятелей, имеющих высокое значение для государственного режима того времени.
В годы русско-японской войны в синтоистских святилищах начали распространяться милитаристские идеи. Сначала святилища отправляли богослужения о даровании военной удачи и благополучном возвращении солдат с войны, а после окончания конфликта устраивались церемонии поминания погибших. Важную роль в милитаризации режима сыграло построенное в 1868 году в Киото капище Сёконся, которое было перенесено в Токио в 1869 году. В 1879 году Сёконся было переименовано в Ясукуни Дзиндзя с последующим присвоением ранга особого императорского святилища. Управлялось оно министерством армии и военно-морского флота, когда все остальные святилища были в ведении министерства внутренних дел.

### Реформы летоисчисления
В Японии издревле существовала традиция наименования эпох (гэнго), которые могли меняться множество раз за правление одного императора. Причинами для смены эпох могли быть некие знаковые события или предсказания астрологов. Вскоре после того, как государь Муцухито избрал для девиза правления слово «Мэйдзи», было принято решение, что гэнго теперь соответствует правлению одного монарха и не может быть изменено до его смерти. Подобная реформа стремилась, во-первых, показать то, что даже время подчиняется императору, а во-вторых, указать на особенность японской цивилизации, которая неразрывно связана с императорским родом.

### Новые религиозные ведомства и «движение просвещения народа»
Дзингикан впоследствии претерпело многочисленные организационные изменения. Его разделяли, выделенные части объединяли, вводили в уже существующие государственные организации и учреждения. В марте 1872 г. ведомство было преобразовано в министерство религиозного образования, в ведение которого передавались не только святилища, но и буддийские храмы, а также новые религиозные движения. Министерству уже не были подвластны обряды двора — они передавались в ведение специального учреждения по делам церемоний. Теперь ведомство занималось в основном пропагандой синтоизма, для чего была создана Дайкёин (яп. 大教院, «академия великого учения»). Такая проповедническая деятельность, к которой привлекались актёры, профессиональные рассказчики, чиновники, множество образованных людей и священнослужители различных конфессий, получила название «движение просвещения народа». В качестве тематики проповедей поначалу выступали религиозные вопросы идеологического и нравственного характера. Спустя какое-то время «движение просвещения народа» стало говорить о государственных, политических, экономических, культурных, правовых и прочих вопросах нерелигиозного характера. В 1875 году академия Дайкёин прекратила своё существование из-за внутренних распрей между конфессиями.

### Политика в отношении иных религий

#### Буддизм
В 1870 году был обнародован императорский эдикт, в котором говорилось о пропаганде некого тайкё (яп. 大教, «великое учение»), под которым подразумевался синтоизм. Но сам термин «синто» в эдикте не использовался, поскольку в то время имел коннотации с синто-буддийским синкретизмом. Правительству требовалось поднять престиж синтоистских святилищ и определить чёткие границы между двумя религиями. Ради такой цели была проведена политика разделения буддизма и синтоизма (симбуцу бунри (указ 28 марта 1868 г.), в ходе которой предполагалось подорвать авторитет буддийских храмов. Множество буддийских священников сясо (яп. 社僧 сясо:), которые отправляли ритуалы в синтоистских святилищах, прекратили свою деятельность. Из святилищ было вынесено множество буддийской утвари, а тех ками, которых ранее канонизировали как бодхисаттв, более нельзя было так именовать. Земли храмов были национализированы, а некоторые их функции были перенесены на синтоистские капища, что не увенчалось успехом. К примеру, была предпринята попытка создания системы приписки людей к святилищам. Такая система просуществовала менее двух лет, поскольку синтоистские жрецы, в отличие от буддийских монахов, не имели опыта отправления индивидуального ритуала — в святилище обряды всегда проводились коллективно, к примеру различные фестивали-мацури. Помимо того, что буддийские храмы имели опыт с регистрацией прихожан, так еще почти всю свою историю они занимались индивидуальным ритуалом, в частности похоронами. Иными словами, буддийские храмы и синтоистские капища исторически имели разные функции, что правительство Мэйдзи не учитывало во времена проведения политики «симбуцу бунри». Необходимость широкой пропаганды новой идеологии заставила правительство забыть о провозглашённом принципе разделения двух религий — буддийские монахи стали активно привлекаться для ведения пропагандистской деятельности. Буддийские иноки были опытными проповедниками и имели авторитет среди населения, чем не могли похвастаться синтоистские жрецы.

#### Христианство
Через несколько дней после объявления о возвращении к принципу сайсэй итти новое правительство подтвердило запрет на христианство, который существовал еще при сёгунах. Тем не менее, неприязнь к христианству носила преимущественно формальный характер — из-за нужды в развитии отношений с западными странами эта религия молча признавалась властями. Множество японцев, которые отправлялись заграницу на дипломатические миссии или обучение, заявляли, что подобные репрессии наносят большой ущерб престижу Японии. В связи с этим, запрет на исповедание христианства был отменен в 1873 году. Тем не менее, после обнародования Конституции Мэйдзи власти были менее благосклонны к христианским организациям, нежели к буддийским и к сектам на базе синто. Деятельность некоторых из них преследовалась полицией по причине несоответствия государственной идеологии.

#### Новые религиозные движения
Множество японских новых религиозных групп подвергались репрессиям, из-за того, что их доктринальные аспекты не соответствовали догме кокка синто. Проповедь новых сект пресекалась, поскольку проповедовать в стране любые учения, помимо тайкё было запрещено. Тем не менее, многие новые религиозные движения пытались приводить свою догму в соответствие с идеями государственного синтоизма, чтобы легализовать свою деятельность. После обнародования Конституции Мэйдзи секты получили признание со стороны государства, но их действия были сильно ограничены властями.

### Синтоизм как «надрелигия» и роль конституции
В 80-х годах XIX века правительство предприняло попытки слияния синто с государственным аппаратом. Управление всеми синтоистскими святилищами теперь находилось в ведении министерства внутренних дел, а многие священники становились государственными чиновниками. Синто стал считаться не религией, а некой «надрелигией», государственным обрядом, который якобы не имеет ничего общего с буддизмом и многими сектами на основе синтоизма. Такое положение было закреплено конституцией 1889 года, в которой хоть и провозглашалась свобода вероисповедания, но жители японской империи могли ей пользоваться лишь в пределах, не переступавших их «подданнические обязанности», что в сущности означало главенствование синтоизма над всеми остальными религиями. Более того, новый провозглашённый конституцией принцип разделения религии от политики распространялся на все религии помимо синто. К примеру, в учебных заведениях теперь были запрещены все религиозные дисциплины, помимо изучения догматов кокка синто.
Несмотря на то, что в конституции слово «синто» ни разу не было упомянуто, именно этот документ впервые оформил доктрину государственного синтоизма. В конституции 1889 года император был объявлен священной и неприкосновенной фигурой, а сама Япония испокон веков объявлялась тождественной императорскому роду. Миф о божественном происхождении государя в конце концов стал частью официальной науки, которая породила множество апологетов монархического строя и политики империи. Стоит учитывать, что ранее в истории Японии обожествление государя никогда не играло такой сильной роли, какую можно было наблюдать во времена государственного синтоизма. До XIX века император обладал вполне себе человеческими качествами и нередко мог быть даже жертвой критики. К примеру, средневековый буддийский монах Нитирэн заявлял о том, что если государь выступит противником буддийского учения, то непременно понесет наказание.

### Рескрипт об образовании и кокутай

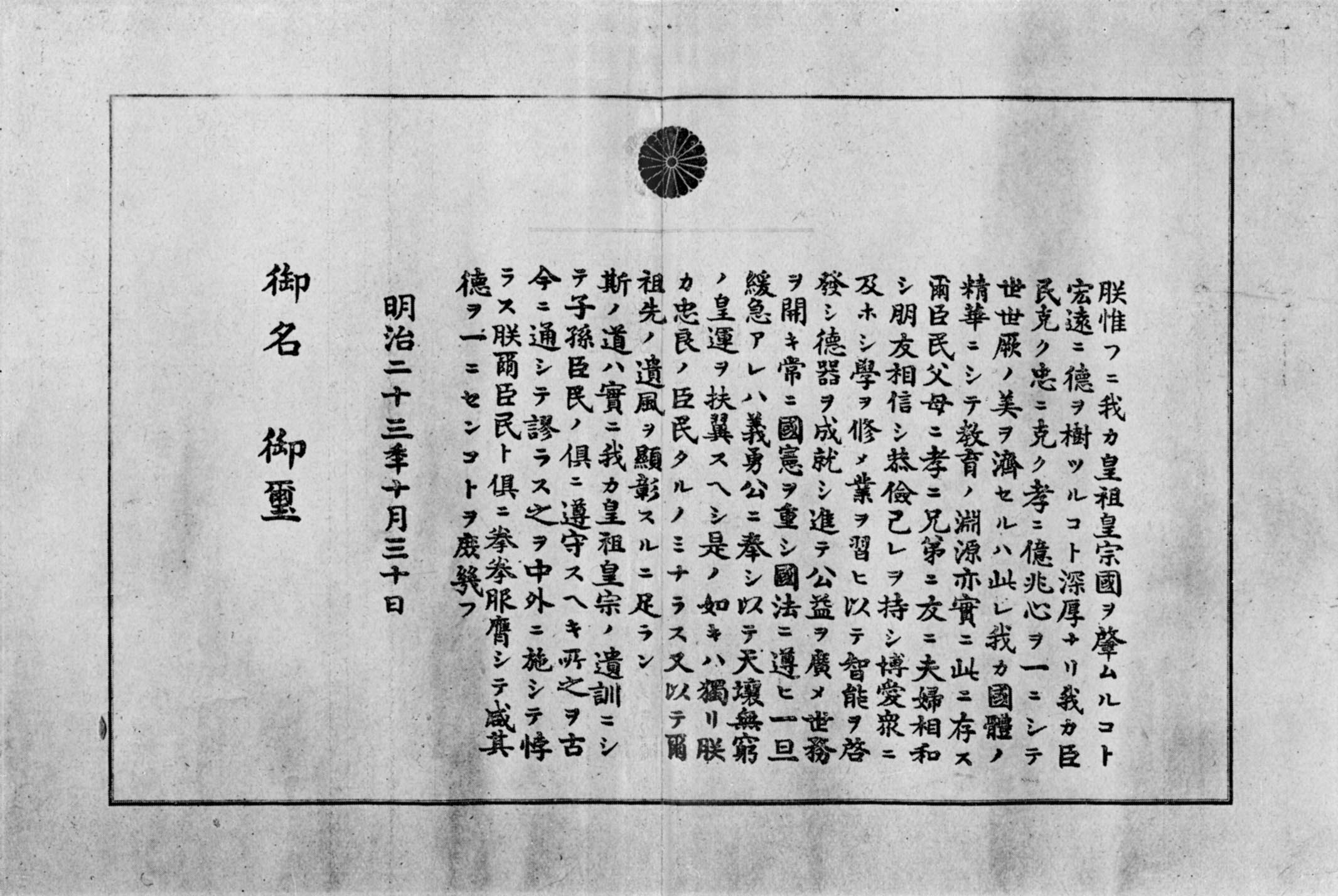
Копия текста рескрипта об образовании

В текстах апологетов синтоизма нередко фигурировал термин кокутай, под которым обычно подразумевались особенные и уникальные черты японской нации или цивилизации. Этот термин фигурирует в рескрипте об образовании 1890 года, который по существу стал новым каноном кокка синто. За кокутай в рескрипте были приняты чисто конфуцианские добродетели: сыновья почтительность, любовь к братьям и сестрам, лояльность и другие. Более того, согласно рескрипту, подданный Японии должен быть готов пожертвовать жизнью во имя интересов империи и императора. Иными словами, идеологической упор был сделан на беззаветное служение государю через (фактически конфуцианскую) сыновью преданность. Все добродетели конфуцианского происхождения в документе были поданы как исконно японские.
Идеи рескрипта распространялись очень быстро и широко принимались народом. Документ приобрел особый сакральный статус — любое действие, которое могло было быть расценено как проявление непочтения к рескрипту, было административно наказуемо. Похожий статус был и у портретов императора и императрицы, которые после обнародования указа были пожалованы всем начальным школам. Портреты рассматривали как изображения божеств и объекты поклонения. В праздничные дни перед портретами зачитывали текст рескрипта. Были случаи, когда во время пожаров погибали директора, которые пытались спасти «святыни». Это привело к тому, что в школах стали сооружать специальные постройки из невозгораемых материалов, напоминающие по форме святилища, в которых и стали хранить портреты.

### Священные писания и появление ортодоксии
С появлением кокка синто в синтоизме появились два ранее неведомых для этой веры феномена — священные писания и ортодоксия. Роль священного писания стали играть древние литературные памятники Японии: Кодзики и Нихон сёки. Мифы, которые излагались в этих книгах, с приходом государственного синтоизма считались ортодоксальными — их нельзя было оспаривать, критиковать или изучать с точки зрения науки. Мифы из этих памятников включались в обязательную учебную программу, а школьников нередко заставляли заучивать имена всех государей наизусть, поскольку Кодзики и Нихон сёки еще больше закрепляли авторитет императорского рода. Тем не менее, сама догматика кокка синто разрабатывалась в первую очередь правительством. Вносить свою лепту в создание доктрины или герменевтику запрещалось даже синтоистским жрецам, которые уже считались государственными чиновниками. Естественно, из-за ортодоксальности учения распространять идеи иных религий было строго запрещено.

## В эпохи Тайсё и Сёва

### Новая политика в отношении иных религий
В 1932 году в святилище Ясукуни проводилась церемония поминовения солдат, погибших во время захвата Северо-Восточного Китая и первого Шанхайского сражения. В ней должны были участвовать все учащиеся учебных заведений Токио, но студенты католического университета Софии ответили отказом. Представители руководства католической церкви Японии поинтересовались у министерства образования, являются ли святилища религиозными учреждениями. В том случае, если бы их признали таковыми, японские католики не смогли бы участвовать в церемонии. Тем не менее, министерство ушло от прямого ответа: христианам сообщили, что посещение святилищ лишь воспитывает верноподданнические и патриотические чувства. Руководство католической церкви разрешило своим адептам посещать синтоистские капища, поскольку не желало вступать в конфликт с властями. В атмосфере ослабления оппозиции государственному синто, власти пошли на некоторые уступки религиозным организациям. В этом же году было принято постановление, которое разрешало преподавания религиозных дисциплин в учебных заведениях, но только при том условии, если такое обучение не будет противоречить императорскому рескрипту об образовании. Послабления касались лишь признанных религиозных организаций (буддийских школ и католической церкви). Новые религиозные движения Японии первых и вторых волн, которые были признаны лишь частично, подвергались всевозможным гонениям. Эти преследования способствовали не только исчезновению групп с нежелательными для официальной идеологии догмами, но и подстраиванию новых сект (в интересах самосохранения) к идеям кокутай и кокка синто. К примеру, религиозное движение Сэйтё-но Иэ открыто поддерживало колониальную милитаристскую политику властей.
С роспуском оппозиционных государственному синтоизму сект (Оомото-кё, Хито-но Мити и Хоммити), в 1939 году был принят закон о религиозных организациях, который вновь ужесточил контроль за религиозными школами и сектами. Более того, для облегчения контроля за различными конфессиями было решено сократить их количество. Так, из 56 буддийских групп после принятия таких мер осталось всего 28. Таким образом государство «приручало» религиозные группы, чтобы те проповедовали догму кокка синто и кокутай. После принятия закона некоторым христианским организациям было запрещено проповедовать под предлогом того, что их доктрины не соответствуют духу кокутай. Тем не менее, в дальнейших подобных репрессиях нужды не было — участие католиков в синтоистских обрядах стало обыденностью для Японии того времени.
Среди буддистов особенно выделились адепты школы Нитирэн. Буддйиские монахи собирали средства на нужды армии, активно участвовали в деятельности ультранационалистских организаций, ставивших перед собой задачу объединения догм буддизма с идеями государственного синтоизма.

### Святилища
В 1940 году в рамках министерства внутренних дел создается дзингиин (управление по делам синто), которое по существу представляло собой несколько измененное дзингикан. Возглавил управление министр внутренних дел.

### Милитаристический аспект кокка синто
Для оправдания агрессивной внешней политики 30-х и 40-х годов, все чаще начинает звучать тезис о священной миссии японской нации, которая заключалась в распространении «божественной воли Аматэрасу» и «добродетелей государя» на весь мир. Претензии на мировое господство обосновывалось и древними текстами. Так, в Нихон сёки присутствует эпизод, где государь Дзимму приказал заложить столицу будущей империи, которая «охватывала бы под одной крышей всю Вселенную». Лозунг «Весь мир под одной крышей» стал идеологическим обоснованием захватнической политики Японии.

## Послевоенная эпоха Сёва
После оккупации Японии американскими войсками в 1945 году одной из первых директив оккупационной власти была «директива о синтоизме», согласно которой запрещалась любая поддержка синтоизма со стороны государства и пропаганда синтоизма государственными служащими. Так закончилась эпоха государственного синтоизма.

### Комментарии
1. ↑  Чаще всего это были феодальные верхи из тодзама-даймё. Тем не менее, в антисёгунском движении было много простых самураев, деревенских богачей, сельских торговцев и синтоистского духовенства
2. ↑  Ранее святилище прочно ассоциировалось у многих новых религиозных движений с апокалиптичной идеей ёнаоси (яп. 世直し, Излечивание/исправление мира). Мэйдзийская пропаганда пыталась искоренить такую коннотацию, поскольку идеи «кокка синто» сильно расходились с догмами новых японских религий.
3. ↑  После смерти Императора Мэйдзи его день рождения стал отдельным праздником, который включался в общий список торжеств вместе с днём рождения нынешнего государя
4. ↑  В частности, Конкокё и Тэнрикё
5. ↑  Они же новые религиозные движения первой волны
6. ↑  Филиал Тэнрикё

### Сноски
1. ↑  Комаровский, 2002, с. 261.
2. ↑  Комаровский, 2002, с. 274.
3. 1 2  Комаровский, 2002, с. 283.
4. 1 2  Комаровский, 2002, с. 262.
5. 1 2 3  Комаровский, 2002, с. 267.
6. 1 2  Комаровский, 2002, с. 271.
7. ↑  Комаровский, 2002, с. 262—263.
8. ↑  Комаровский, 2002, с. 263.
9. ↑  Комаровский, 2002, с. 263—264.
10. ↑  Комаровский, 2002, с. 264.
11. ↑  Комаровский, 2002, с. 265.
12. 1 2  Комаровский, 2002, с. 264—265.
13. ↑  Комаровский, 2002, с. 289.
14. 1 2 3  Комаровский, 2002, с. 267—268.
15. 1 2  Комаровский, 2002, с. 288.
16. ↑  Комаровский, 2002, с. 286.
17. ↑  Комаровский, 2002, с. 287.
18. ↑  Комаровский, 2002, с. 291.
19. ↑  В честь государя Го-Дайго
20. ↑  Комаровский, 2002, с. 291—292.
21. ↑  Комаровский, 2002, с. 293.
22. ↑  Комаровский, 2002, с. 266.
23. ↑  Комаровский, 2002, с. 270—272.
24. ↑  Комаровский, 2002, с. 269—270.
25. ↑  Комаровский, 2002, с. 269.
26. 1 2  Комаровский, 2002, с. 272.
27. 1 2 3  Комаровский, 2002, с. 277.
28. ↑  Комаровский, 2002, с. 274—275.
29. ↑  Комаровский, 2002, с. 276.
30. ↑  Комаровский, 2002, с. 278.
31. ↑  Комаровский, 2002, с. 281—282.
32. ↑  Комаровский, 2002, с. 279.
33. ↑  Комаровский, 2002, с. 280—281.
34. ↑  Комаровский, 2002, с. 281.
35. ↑  Комаровский, 2002, с. 282.
36. ↑  Комаровский, 2002, с. 297—299.
37. ↑  Комаровский, 2002, с. 300—301.
38. ↑  Комаровский, 2002, с. 301.
39. ↑  Комаровский, 2002, с. 302.
40. ↑  Комаровский, 2002, с. 302—303.

### Книги
- Синто — путь японских богов / Ермакова Е. М., Комаровский Г. Е., Мещеряков А. Н.. — Гипперион, 2002. — 704 с. — ISBN 5893320573.

### Интернет-ресурсы
- Религия Японии (недоступная ссылка)
- List of shrines outside Japan (недоступная ссылка)